# 禾紫蚜
禾紫蚜（学名：Melanaphis formosana）为常蚜科色蚜屬下的一个种。